# Jošitada Jamaguči
Jošitada Jamaguči (* 28. září 1944) je bývalý japonský fotbalista.

## Reprezentační kariéra
Jošitada Jamaguči odehrál 49 reprezentačních utkání. S japonskou reprezentací se zúčastnil letních olympijských her 1964 a 1968.

## Statistiky
| Japonsko | Japonsko | Japonsko |
| Roky     | Záp.     | Góly     |
| -------- | -------- | -------- |
| 1964     | 1        | 0        |
| 1965     | 4        | 0        |
| 1966     | 7        | 0        |
| 1967     | 4        | 0        |
| 1968     | 3        | 0        |
| 1969     | 4        | 0        |
| 1970     | 12       | 0        |
| 1971     | 6        | 0        |
| 1972     | 5        | 0        |
| 1973     | 3        | 0        |
| Celkem   | 49       | 0        |